# Rhynchostegium obtusatum
Rhynchostegium obtusatum là một loài rêu trong họ Brachytheciaceae. Loài này được Broth. mô tả khoa học đầu tiên năm 1921.